# Jack Kerouac
Jean-Louis Lebris de Kérouack (Lowell, Massachusetts; 12 de marzo de 1922-St. Petersburg, Florida; 21 de octubre de 1969), más conocido como Jack Kerouac, fue un novelista y poeta estadounidense, pionero de la Generación Beat junto a sus amigos y también escritores William S. Burroughs y Allen Ginsberg.
De ascendencia francocanadiense,Kerouac se crió en un hogar francófono en Lowell, Massachusetts. Kerouac «aprendió inglés a los seis años y habló con un marcado acento hasta bien entrada la adolescencia». Durante la Segunda Guerra Mundial, sirvió en la Marina Mercante de los Estados Unidos; fue allí donde completó su primera novela, The Sea Is My Brother, la cual no se publicó sino más de 40 años después de su muerte. Su primer libro publicado fue The Town and the City (1950), y alcanzó fama y notoriedad generalizadas con su segundo libro, En el camino, en 1957. Este le convirtió en un ícono de la generación beat, y luego publicó 12 novelas más y numerosos volúmenes de poesía.
Es reconocido por su prosa espontánea, en un estilo de corriente de conciencia. Su obra abarca temas como la espiritualidad católica, el jazz, la promiscuidad, el budismo, las drogas, la vida en la ciudad de Nueva York, la pobreza, la poesía, la libertad sexual y los viajes. Se convirtió en una celebridad de la cultura alternativa y progenitor del movimiento «hippie», a pesar de oponerse a algunos de sus elementos políticamente radicales.Tiene un legado perdurable, que influyó enormemente en muchos de los íconos culturales de la década de 1960, entre ellos Bob Dylan, los Beatles, Jerry García o The Doors.
En 1969, a la edad de 47 años, Kerouac murió de una hemorragia abdominal causada por una vida de consumo excesivo de alcohol. Desde entonces, su prestigio literario ha crecido y se han publicado varias de sus obras previamente inéditas.

## Biografía

### Infancia

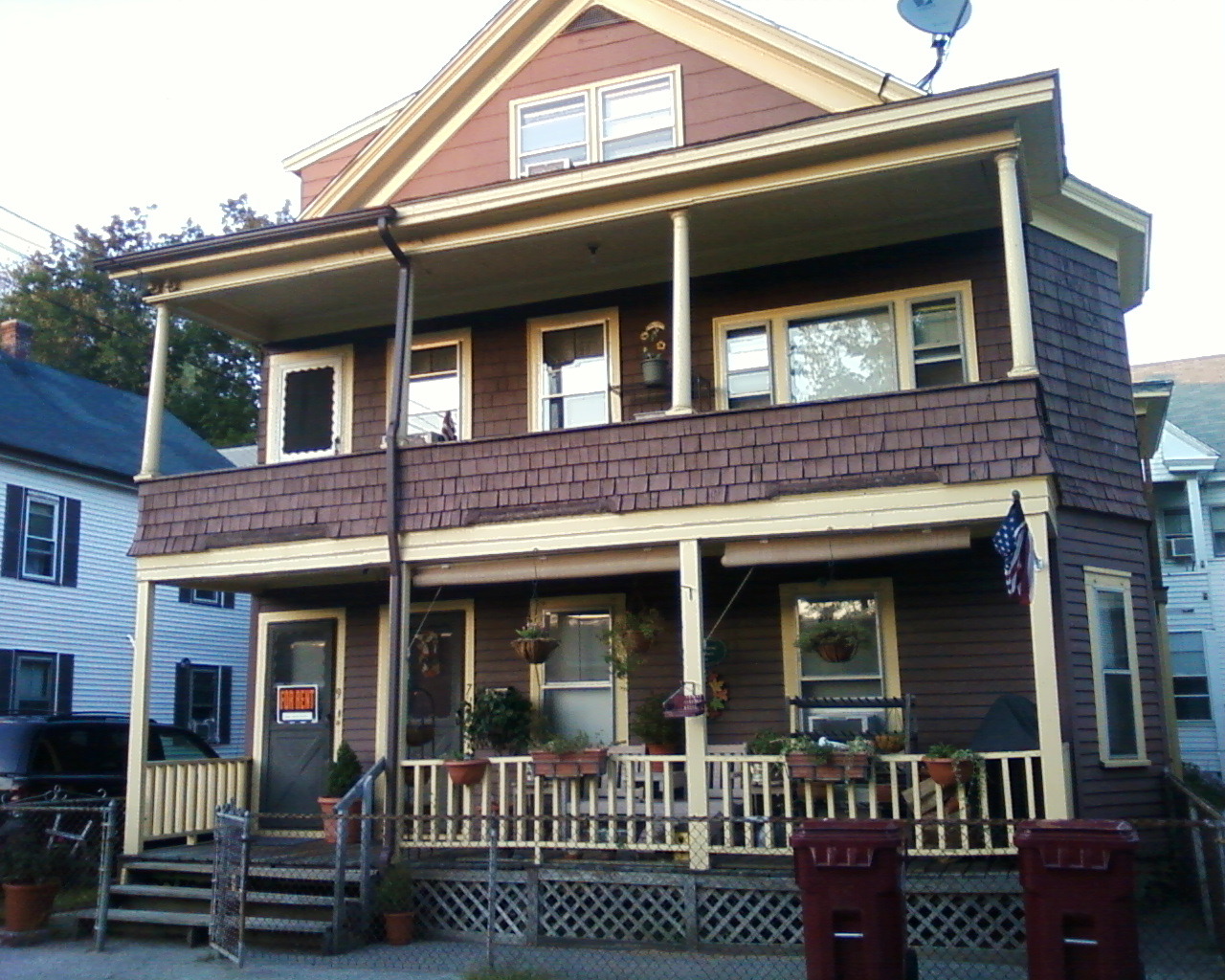
Lugar de nacimiento de Kerouac.

Jack Kerouac nació el 12 de marzo de 1922 en Lowell, estado de Massachusetts. Sus padres fueron Léo-Alcide Kérouack (1889-1946) y Gabrielle-Ange Lévesque (1895-1973), franco-canadienses provenientes de la localidad de St-Hubert-de-Rivière-du-Loup en Quebec, Canadá.  
Existe cierta confusión en torno al nombre y apellido del escritor debido a las variaciones en cómo se escribe «Kerouac», y debido a que Kerouac mismo afirmó llamarse «Jean-Louis Lebris de Kerouac». La razón que dio para tal declaración parece estar ligada a una leyenda familiar que aseguraba que él y su familia descendían del barón François Louis Alexandre Lebris de Kerouac. El certificado de bautismo de Kerouac lo nombra simplemente como «Jean Louis Kirouac», la manera más habitual de escribir el apellido en Quebec. Investigaciones al respecto han demostrado que las raíces de Kerouac se remontan, de hecho, a la Bretaña, Francia; situándolo como descendiente de un comerciante de clase media llamado Urbain-François Le Bihan, quien vivió en Lanmeur y cuyos hijos se casaron con franco-canadienses.
El padre de Kerouac, Leo, había nacido en una familia de agricultores de papas en el pueblo de Saint-Hubert-de-Rivière-du-Loup, Quebec. Kerouac tenía también diferentes historias acerca de la etimología de su apellido, por lo general asociándolo a raíces celtas irlandesas, bretonas, o de Cornualles, Reino Unido. En una entrevista aseguró que su apellido provenía de la lengua de Cornualles, el Kernewek y que su familia había llegado a la Bretaña huyendo de Cornualles. Otra de sus versiones era que los Kerouac habían llegado a Cornualles huyendo de Irlanda antes de los tiempos de Cristo, y que entonces el apellido significaba «el lenguaje de la casa». En otra entrevista aseguró que su apellido era una palabra irlandesa que significaba «lenguaje del agua» y que estaba relacionada con el apellido «Kerwick». Kerouac, derivado de Kervoach, es el nombre de una ciudad en Bretaña, en Lanmeur, cerca de Morlaix.
Kerouac tenía dos hermanos: un hermano llamado Gérard y una hermana mayor llamada Caroline. El escritor era llamado por su familia «Ti Jean»  o «pequeño John» durante su infancia. Kerouac hablaba francés hasta los seis años, cuando aprendió inglés —lengua que habló sin confianza hasta su adolescencia—. También, era devoto de su madre, una imagen de gran importancia en su vida; ella era católica, dedicada a inculcar una profunda fe a sus hijos. Kerouac aseguró, más tarde, que su madre era la única mujer a la que había amado. Cuando tenía cuatro años, su hermano mayor Gérard, de nueve años, falleció de fiebre reumática, causando un fuerte impacto en la vida de Jack, quien posteriormente habría de decir que Gerard le seguía en vida como un ángel de la guarda y en cuyos recuerdos se basaría su novela Visions of Gerard (1963). Su madre buscó consuelo en la fe, mientras su padre abandonó la fe, refugiándose en la bebida, el juego y el tabaquismo. Algunos de sus primeros poemas fueron escritos en francés, y en cartas escritas a su amigo Allen Ginsberg al final de su vida, expresó su deseo de hablar la lengua nativa de sus padres de nuevo. En 2016, un volumen completo de obras previamente inéditas escritas originalmente en francés por Kerouac fue publicado con el título de La vie est d'hommage.

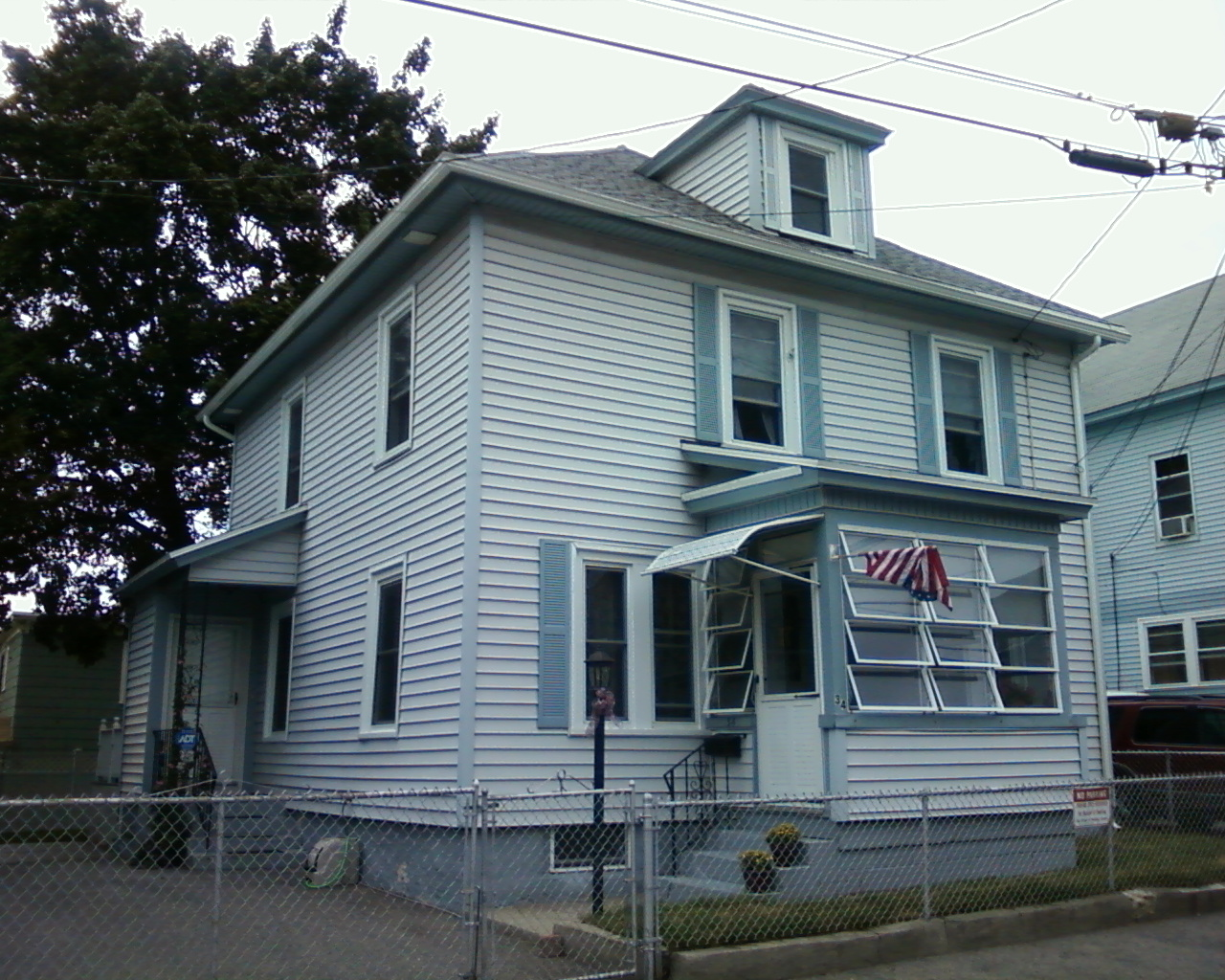
El tercer hogar de Kerouac. Él se refería a la casa como «la triste Beaulieu».

El 17 de mayo de 1928, con seis años de edad, Kerouac tuvo su primera confesión. Como penitencia se le pidió rezar un rosario, durante el cual escuchó a Dios decirle que tenía un alma buena, que sufriría en la vida y moriría en dolor y horror, pero que al final recibiría la salvación. Esta experiencia, junto con la visión de la Virgen María que su hermano había tenido en su agonía, (mientras las religiosas lo adulaban, convencidas de que era un santo), combinadas en su adultez con un estudio del budismo y a un compromiso permanente con Cristo, solidificaron la visión del mundo reflejada en su obra.
Kerouac le contó una vez a Ted Berrigan, en una entrevista para The Paris Review, sobre un incidente ocurrido en la década de 1940 en el que su madre y su padre caminaban juntos por un barrio judío del Lower East Side de Nueva York. Recordaba que «un montón de rabinos caminaban del brazo... tarán-tarán-tarán... y no se separaron para dejar pasar a este hombre cristiano y a su esposa, así que mi padre fue y, ¡BOOM!, tiró de un golpe a un rabino a la cuneta». Leo, después de la muerte de su hijo, también trató a un sacerdote con un desprecio similar, echándolo furioso de la casa a pesar de la invitación de Gabrielle.
Las habilidades atléticas de Kerouac como jugador de fútbol americano en la Escuela Secundaria Lowell le permitieron obtener becas para Boston College, Notre Dame y la Universidad de Columbia. Entró en la Universidad de Columbia después de un año en la Horace Mann Preparatory School, donde obtuvo los grados necesarios para la entrada a Columbia. El diario de Kerouac durante esta época incluye una ambiciosa «Lista de lecturas inmediatas», una amplia lista que incluye textos sagrados de la India y la China así como una nota de que leyera «Emerson y Thoreau (de nuevo)»
Kerouac se rompió una pierna durante su temporada de novato, y durante un segundo año peleó constantemente con el entrenador Lou Little, quien lo mantuvo en la banca. Durante su universidad, Kerouac escribió varios artículos deportivos para el periódico estudiantil, el Columbia Daily Spectator y se unió a la fraternidad de Phi Gamma Delta. También estudió en The New School.

### Vida adulta
Cuando su carrera futbolística en Columbia terminó, Kerouac dejó la universidad. Continuó viviendo durante un tiempo en Upper West Side de Nueva York con su novia y primera esposa, Edie Parker. Fue durante esta época que conoció a personas, ahora famosas, con las que siempre se le asocia; los personajes que formaron la base de muchas de sus novelas: la llamada Generación Beat, incluyendo a Allen Ginsberg, Neal Cassady, John Clellon Holmes, Herbert Huncke y William S. Burroughs.
Kerouac se unió a la Marina Mercante de Estados Unidos en 1942 y en 1943 a la Marina de los Estados Unidos, pero sirvió sólo ocho días antes de llegar a la lista de enfermos. De acuerdo con su informe médico, Kerouac dijo que "pedí una aspirina para mis dolores de cabeza y me diagnosticaron demencia precoz." El médico forense informó que el reporte militar era pobre, citando a Kerouac: "No puedo soportarlo, me gusta estar solo." Dos días después fue dado de baja por motivos psiquiátricos (era de "carácter indiferente" con un diagnóstico de «personalidad esquizoide»).
Mientras Kerouac servía en la Marina Mercante, escribió su primera novela, "El mar es mi hermano". Aunque fue escrita en 1942, el libro no se publicó hasta 2011, 42 años después de la muerte de Kerouac y 70 después de que fue escrito. Kerouac describió el trabajo como una "simple revuelta contra la sociedad tal como es, contra las desigualdades, la frustración y las agonías autoinfligidas." Él clasificó la obra como un fracaso, llamándolo una "vasija (de mierda) como literatura", nunca buscó activamente la publicación de la misma.
En 1944, Kerouac fue detenido como testigo en el asesinato de David Kammerer, quien había estado acosando a su amigo Lucien Carr desde su adolescencia en St. Louis. Fue gracias a Carr que Kerouac llegó a conocer a Burroughs y Ginsberg. Según Carr, la obsesión homosexual de Kammerer se volvió agresiva, provocándolo a apuñalarlo hasta la muerte. Carr recurrió a Kerouac en busca de ayuda y juntos arrojaron el arma al río Hudson. Después, alentados por Burroughs, se entregaron a la policía. El padre de Kerouac se negó a pagar su fianza. Kerouac accedió a casarse con Edie Parker si sus padres pagaban la fianza (matrimonio anulado en 1948). Kerouac y Burroughs colaboraron en una novela acerca del asesinato de Kammerer "And the Hippos Were Boiled in Their Tanks". Aunque el libro no se publicó durante su vida, un extracto apareció en "Word Virus: A William S. Burroughs Reader". Kerouac escribió acerca del tema en su novela "Vanidad de Duluoz".
Más tarde, vivió con sus padres en el Ozone Park de Queens, que también se habían mudado a Nueva York. Escribió su primera novela publicada, "El Pueblo y la Ciudad", y comenzó la famosa On the Road alrededor de 1949 mientras vivía allí. Sus amigos le llamaban "El mago de Ozone Park", en alusión al apodo de Thomas Edison, "El Mago de Menlo Park" y la película El Mago de Oz.

### Carrera, 1950–1957
"El Pueblo y la Ciudad" fue publicado en 1950 bajo el nombre "John Kerouac" y, a pesar de que obtuvo críticas respetables, el libro vendió mal. Fuertemente influenciado por la lectura de Thomas Wolfe, que reflexiona acerca de la fórmula épica generacional y los contrastes de la vida de pueblo frente a la vida multidimensional de la ciudad. El libro fue editado en exceso por Robert Giroux, con alrededor de 400 páginas eliminadas.
Durante los siguientes seis años, Kerouac continuó escribiendo con regularidad. Con base en borradores anteriores y tentativamente titulado "La Generación Beat" y "Gone On The Road", Kerouac completó, en abril de 1951, lo que hoy se conoce como On the Road mientras vivía en 454 West 20th Street en Manhattan con su segunda esposa, Joan Haverty. El libro fue en gran parte autobiográfico, describiendo sus aventuras mientras recorría todo Estados Unidos y México a finales de los años 40, así como sus relaciones con otros escritores del Beat y amigos. Completó la primera versión de la novela durante tres semanas de sesiones de prosa confesional espontánea. Kerouac escribió el borrador final en 20 días con Joan, proporcionándole benzedrina, cigarros, sopa de guisantes y tazas de café. Antes de comenzar, Kerouac cortó hojas de papel de calcar lo suficientemente anchas para una máquina de escribir y las juntó en un rollo de 120 pies de largo (36,6 m), permitiéndole escribir de forma continua sin la interrupción de las páginas de recarga. El manuscrito resultante no contaba con ninguna pausa entre capítulos o párrafos y era mucho más explícito que la versión publicada. Aunque se categorizaba "espontánea", Kerouac se preparó con mucha antelación antes de comenzar a escribir. De hecho, de acuerdo con su profesor de Columbia y mentor Mark Van Doren, Jack había esbozado gran parte del trabajo en sus diarios durante varios años anteriores.
Aunque el trabajo se completó rápidamente, Kerouac tardó bastante para encontrar a alguien que lo publicara. Antes de que On The Road fuera aceptada por Viking Press, Kerouac consiguió un trabajo como "encargado de frenos para ferrocarril y el vigilante del fuego" (véase Desolation Peak en Washington) viajando entre las costas este y oeste de los Estados Unidos para ganar dinero, encontrando, con frecuencia, el descanso y la tranquilidad (espacio necesario para escribir) en la casa de su madre. Durante este periodo conoció y se hizo amigo de Abe Green, un joven que más tarde le presentaría a Herbert Huncke, un estafador de Times Square y favorito de muchos escritores del Beat. Durante este período de viajes, Kerouac escribió lo que él considera "el trabajo de su vida", "Vanidad de Duluoz".
Los editores rechazaron On The Road debido a su estilo de escritura experimental y su tono burlón hacia las minorías y los grupos marginados sociales de la posguerra. Muchos editores encontraban incómoda la idea de publicar un libro que contenía descripciones gráficas de consumo de drogas y conducta homosexual que podría resultar en cargos de obscenidad que, más tarde cayeron sobre Naked Lunch de Burroughs y Howl de Ginsberg.
Según Kerouac, On the Road fue, realmente, una historia "sobre dos amigos católicos que vagan por el país en busca de Dios. Y lo encuentran. Lo encontré en el cielo, en Market Street San Francisco y Dean (Neal) tenía sudor de Dios en la frente hasta el final. NO HAY OTRA SALIDA PARA EL HOMBRE SANTO: DEBE SUDAR PARA DIOS y una vez que lo ha encontrado, la divinidad de Dios está firme para siempre y no se debe hablar sobre ello." De acuerdo con su biógrafo, el historiador Douglas Brinkley, On The Road ha sido mal interpretada como un cuento de compañeros en busca de golpes, cuando lo más importante de comprender es que Kerouac era un autor católico americano, con, prácticamente todas las páginas de su diario, esbozos de crucifijos, oraciones o apelaciones a Cristo para ser perdonado.
En la primavera de 1951, Joan Haverty se divorció de Kerouac mientras estaba embarazada. En febrero de 1952, dio a luz a la única hija de Kerouac, Jan Kerouac, aunque se negó a reconocerla hasta que un análisis de sangre la confirmó 9 años más tarde. Durante los siguientes años Kerouac continuó escribiendo y haciendo largos viajes a través de EE. UU. y México. Experimentó episodios de consumo excesivo de alcohol y depresión. Durante este período, terminó borradores que se convertirían en diez novelas más, incluyendo The Subterraneans, Doctor Sax, Tristessa y Desolation Angels, novela crónica de muchos de los acontecimientos de estos años.

En 1954, Kerouac descubrió A Buddhist Bible de Dwight Goddard en la librería San José, que marcó el comienzo de su estudio del budismo. Anteriormente, Kerouac había tomado interés en el pensamiento oriental alrededor de 1946 cuando leyó "Mitos y Símbolos en el arte Indio" de Heinrich Zimmer. En 1955 Kerouac escribió una biografía de Buda Gautama, Wake Up: A Life of the Buddha, no publicada durante su vida, sino hasta septiembre de 2008 por Viking bajo el nombre de "Tricycle: The Buddhist Review, 1993-1995". 

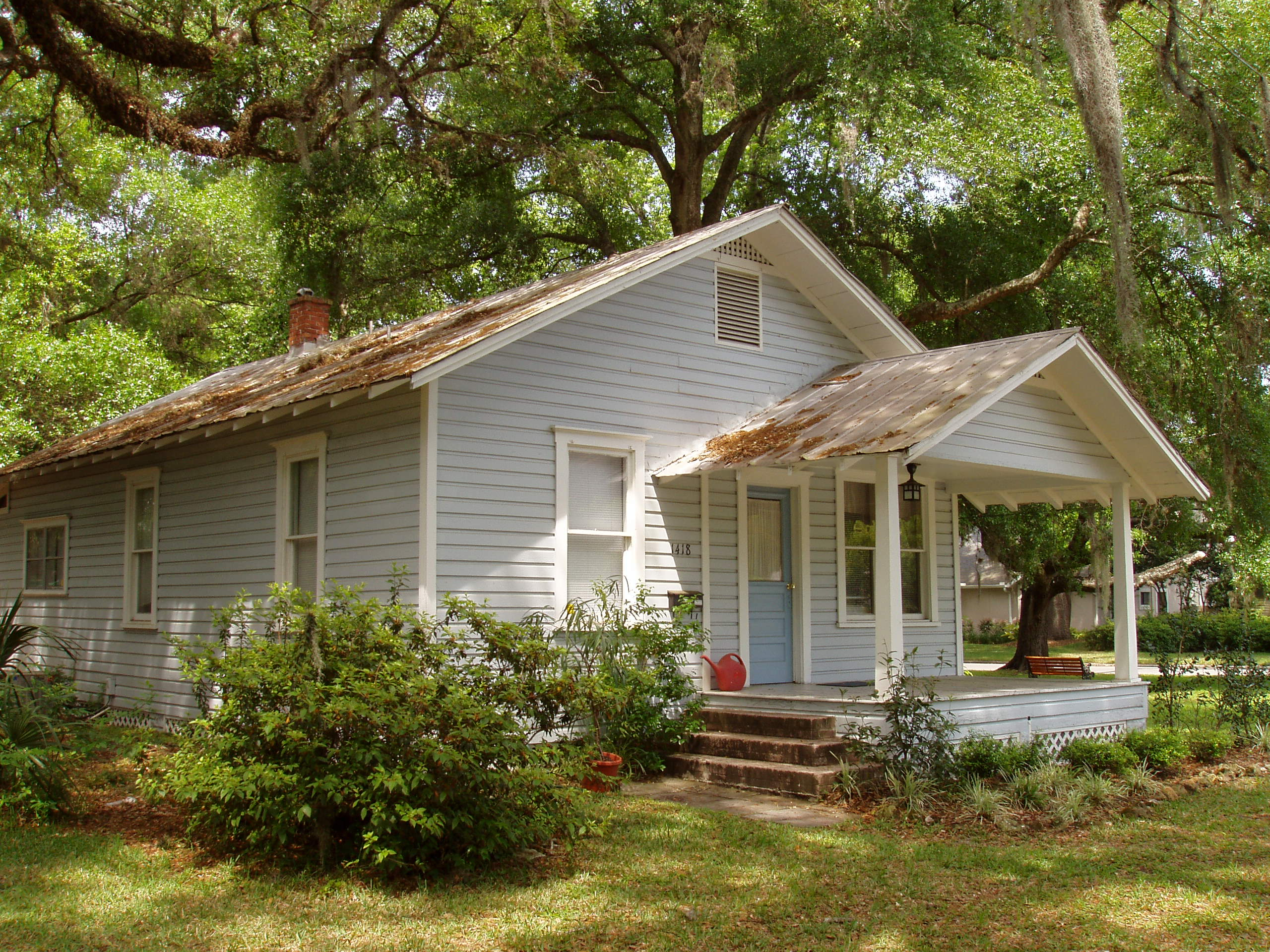
Casa en Orlando, Florida. Kerouac vivió aquí mientras escribía The Dharma Bums

Kerouac hizo enemigos en ambos lados de la política, la derecha desdeñando su asociación con las drogas y el libertinaje sexual y la izquierda su anticomunismo y catolicismo; en 1954 observaba audiencias del Senado McCarthy fumando marihuana y apoyando al senador anticomunista, Joseph McCarthy. En "Desolation Angels" escribió "En Columbia todo lo que trataron de enseñarnos era Marx, como si me importara." (considerando el Marxismo, como el Freudismo, una tangente ilusoria).
En enero de 1957, Allen Ginsberg le organizó una cita a ciegas con la joven escritora Joyce Johnson (1935-), que estaba trabajando en su primera novela, Come and Join the Dance (‘ven y únete a la danza’).
Vivieron juntos hasta octubre de 1958, en el minúsculo apartamento de ella, en la calle 68.
En septiembre de 1957, después de haber sido rechazado por varias editoriales, On The Road fue finalmente comprado por Viking Press, que exigió importantes revisiones antes de su publicación. Muchos de los pasajes más sexualmente explícitos fueron retirados y, por temor a demandas por difamación, se usaron seudónimos para los "personajes" del libro. Estas revisiones han dado lugar a críticas debido a la supuesta espontaneidad del estilo de Kerouac.

### Carrera, 1957–1969
En julio de 1957, Kerouac se mudó a una pequeña casa en el 1418½ de Clouser Avenue en College Park, Orlando, Florida, a la espera de la publicación de On The Road. Semanas más tarde, una reseña del libro por Gilbert Millstein apareció en The New York Times proclamando a Kerouac la voz de una nueva generación. Kerouac fue aclamado como un gran escritor estadounidense. Su amistad con Allen Ginsberg, William S. Burroughs y Gregory Corso, entre otros, se convirtió en una representación notable de la Generación Beat. El término "Beat Generation" fue inventado por Kerouac durante una conversación mantenida con Herbert Huncke. Huncke utiliza el término "beat" para describir a una persona con poco dinero y pocas perspectivas. "I'm beat to my socks", había dicho. La fama de Kerouac vino como una situación inmanejable que sería su perdición.
La novela de Kerouac es a menudo descrita como el trabajo definitorio de la Generación Beat posterior a la Segunda Guerra Mundial. Kerouac llegó a ser llamado "el rey de la generación beat", un término con el que no siempre se sintió cómodo. Kerouac dijo: "No soy un beatnik, soy un católico", mostrando a la reportera una pintura de Pablo VI y diciendo: "¿Sabe quién pintó eso? yo."
El éxito de On The Road le trajo a Kerouac fama instantánea. Su estatus de celebridad conllevó editores deseando manuscritos antes rechazados. Después de nueve meses, ya no se sentía seguro en público. Fue golpeado por tres hombres en las afueras del San Remo Café en 189 Bleecker Street en la ciudad de Nueva York.
Kerouac narra partes de su experiencia con el budismo, así como algunas de sus aventuras con Gary Snyder y otros poetas de San Francisco, en "The Dharma Bums", situada en California y Washington y publicada en 1958. La novela fue escrita en Orlando entre el 26 de noviembre y 7 de diciembre de 1957. Para comenzar The Dharma Bums, Kerouac escribió sobre un papel de diez pies de largo, para no interrumpir el flujo de cambios de papel, como lo había hecho con On The Road.
Kerouac estaba desmoralizado por las críticas acerca de The Dharma Bums por parte de figuras respetadas en el ámbito budista (maestros Zen) de América como Ruth Fuller Sasaki y Alan Watts. Escribió a Snyder, pidiendo a una reunión con D. T. Suzuki, "incluso Suzuki me miraba con ojos entrecerrados, como si yo fuera un impostor monstruoso." Dejó pasar la oportunidad de reunirse con Snyder en California, y explicó a Philip Whalen, "estaría avergonzado de enfrentarlo, Gary, me he vuelto decadente y borracho, no me importa una mierda. Ya no soy budista"  como reacción a sus críticas, citó parte de la recitación de Abe Green, Thrasonical Yawning in the Abattoir of the Soul: "una enorme congregación rabiosa con ganas de bañarse, se inundó por la Fuente de Euforia, y disfrutó como protozoos a la célebre luz." Muchos consideran que esto muestra la montaña rusa emocional de Kerouac después de la adulación sin precedentes y desmoralización espiritual.
Kerouac escribió y narró una película "Beat" titulada Pull My Daisy (1959), dirigida por Robert Frank y Alfred Leslie. Es protagonizada por los poetas Allen Ginsberg y Gregory Corso, el músico David Amram y el pintor Larry Rivers, entre otros. Su nombre original era "The Beat Generation", el título fue cambiado en el último momento, cuando MGM lanzó una película con el mismo nombre en julio de 1959 acerca de la cultura sensacionalista "beatnik".
La serie de CBS Television "Ruta 66" (1960-1964), que presenta a dos hombres jóvenes sin ataduras "on the road" en un Corvette buscando aventura y alimentando sus viajes con trabajos temporales aparentemente abundantes en los distintos lugares de Estados Unidos, dio la impresión de ser una apropiación comercial indebida de "On The Road". Incluso los protagonistas, Buz y Todd, poseían parecido a Kerouac y Cassady con Moriarty, respectivamente. Kerouac sentía que había sido estafado por Stirling Silliphant, creador de "Ruta 66" y quiso demandar, CBS, la compañía productora de TV Screen Gems y el patrocinador Chevrolet, pero de alguna manera fue aconsejado para detener el proceso legal.
El documental "Kerouac, The Movie" de John Antonelli (1985) comienza y termina con imágenes de Kerouac leyendo On the Road y Visions of Cody en Steve Allen Show, Plymouth en noviembre de 1959. Kerouac aparece inteligente, pero tímido. "¿Estás nervioso?" pregunta Steve Allen. "No" dice Kerouac, sudando y con notable inquietud.
Kerouac desarrolló una especie de amistad con el erudito Alan Watts (renombrado Arthur Wayne en la novela "Big Sur" y Alex Aums en "Desolation Angels"). Kerouac se mudó a Northport, Nueva York en marzo de 1958, seis meses después de la publicación de On The Road para cuidar de su anciana madre Gabrielle y esconderse de su nueva condición de celebridad.
En 1965, conoció al poeta Youenn Gwernig en Nueva York convirtiéndose rápidamente en amigos. Youenn Gwernig traducía sus poemas de la lengua bretona al inglés con el fin de permitir a Kerouac leerlos y entenderlos: "Conocer a Jack Kerouac en 1965 fue un giro decisivo. Como no entendía el Breton me pidió: "¿Podrías escribir algunos de sus poemas en inglés, realmente me gustaría leerlos..." Así que escribí Diri Dir - Stairs of Steel para él, y seguí haciéndolo. Es por eso que a menudo escribo mis poemas en bretón, francés e inglés."
En 1964 la hermana mayor de Kerouac falleció debido a un ataque de corazón y, en 1966, su madre sufrió un ataque paralizante. En 1968, Neal Cassady murió estando en México.
En ese mismo año, apareció en el programa de televisión Firing Line producido y conducido por William F. Buckley, Jr.. El visiblemente borracho Kerouac habló de la contracultura en la década de 1960, esta sería su última aparición en la televisión.

### Fallecimiento
El 20 de octubre de 1969, alrededor de las 11 de la mañana, Kerouac estaba sentado en su silla favorita, bebiendo whisky y licor de malta, tratando de garabatear notas para un libro sobre la imprenta de su padre en Lowell, Massachusetts. Se sintió enfermo del estómago y se dirigió al baño. Comenzó a vomitar grandes cantidades de sangre, y le gritó a su esposa, "Stella, estoy sangrando." Finalmente, fue persuadido para ir al hospital y fue trasladado en ambulancia al St. Anthony en San Petersburgo. La sangre continuó fluyendo de su boca y se sometió a varias transfusiones. Esa noche fue sometido a una cirugía en un intento de atar los vasos sanguíneos rotos, pero su hígado dañado impidió la coagulación. Kerouac falleció a las 5:15 de la mañana siguiente, 21 de octubre de 1969, no recuperó la conciencia en ningún momento después de la operación.

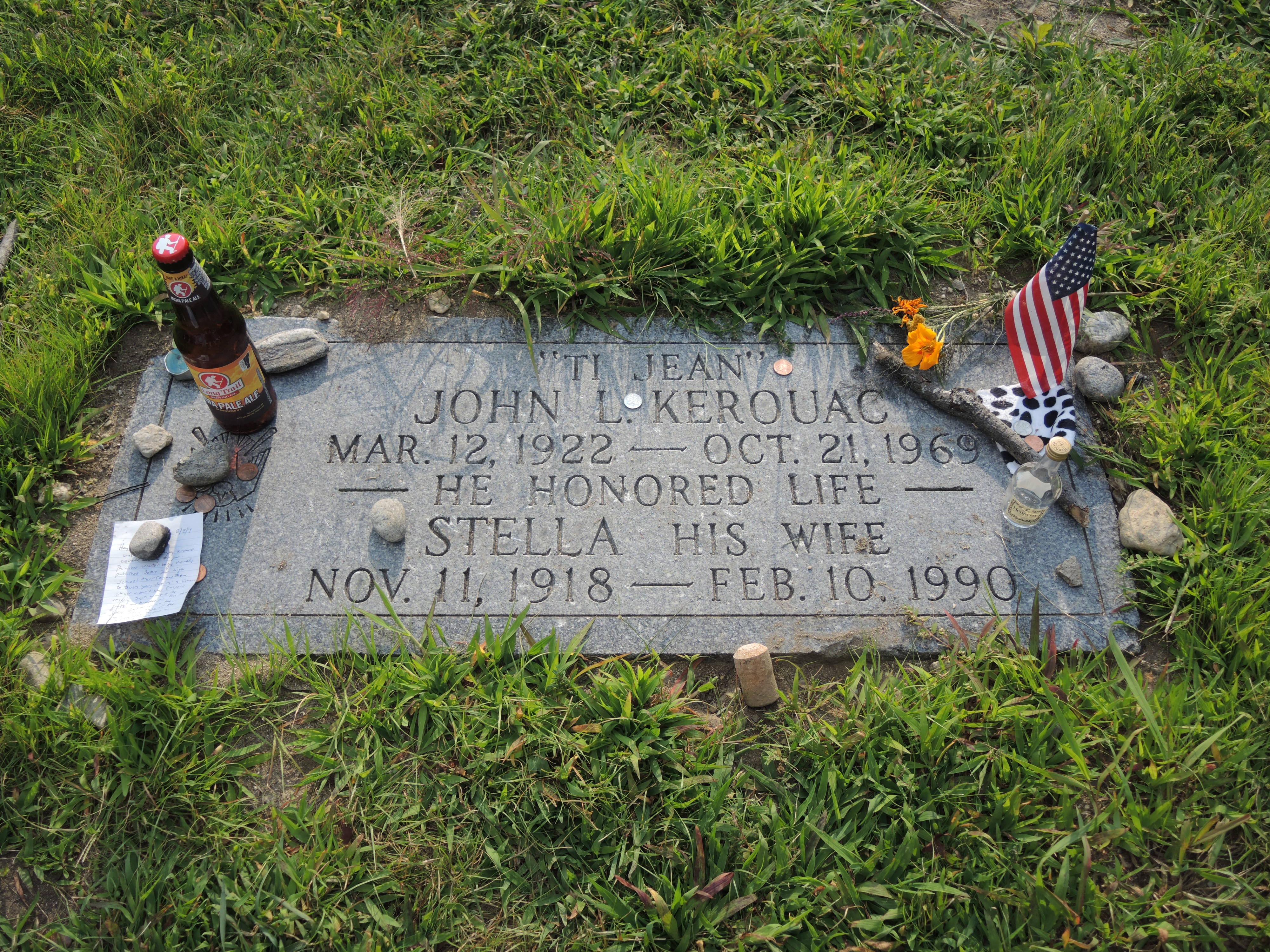
Tumba de Kerouac en el Cementerio Edson.

Su muerte, a la edad de 47 años, fue categorizada como una hemorragia interna (varices esofágicas sangrantes) causada por cirrosis, el resultado de toda una vida de consumo excesivo de alcohol, junto con las complicaciones de una hernia sin tratar y una pelea en un bar unas semanas antes de su muerte. Kerouac está enterrado en el Cementerio Edson en su ciudad natal de Lowell y fue honrado póstumamente con un doctorado en Letras de la Universidad de Massachusetts Lowell el 2 de junio de 2007.
En el momento de su muerte, Kerouac vivía con su tercera esposa, Stella Sampas Kerouac, y su madre, Gabrielle. La madre de Kerouac heredó la mayor parte de su patrimonio y cuando ella murió en 1973, Stella heredó los derechos de sus obras bajo un testamento supuestamente firmado por Gabrielle. Miembros de la familia desafiaron la voluntad y, el 24 de julio de 2009, un juez del condado de Pinellas, Florida dictaminó que el testamento de Gabrielle Kerouac era falso, argumentándola como físicamente incapaz de dar su firma en la fecha establecida. Dicho proceso no tuvo efecto sobre la titularidad de derechos de autor de las obras literarias de Jack, ya que en 2004 un Tribunal Testamentario Florida dictaminó que "cualquier reclamación contra los activos o bienes heredados o recibidos a través del estado a Stella Sampas Kerouac, fallecida, se ve impedida por razón de lo dispuesto en el Estatuto §733.710 de Florida" (1989).

### Ediciones póstumas
En 2007, coincidiendo con el 50 aniversario de la publicación de On The Road, Viking emitió dos nuevas ediciones: On the Road: The Original Scroll, y On the Road: 50th Anniversary Edition. La edición más significativa es "Scroll", una transcripción del texto original escrito como uno largo párrafo en hojas de papel juntas como un rollo de 120 pies (36.576 m). El texto es más explícito sexualmente que el publicado por Vikingo en 1957, además de utilizar los nombres reales de los amigos de Kerouac en lugar de los nombres ficticios. El propietario de Indianapolis Colts, Jim Irsay, pagó 2.430.000 dólares por el "Scroll" original y permitió una gira de exhibición que concluyó a finales de 2009. El libro 50th Anniversary Edition es una reedición por el 40 aniversario en virtud del título actualizado.
And the Hippos Were Boiled in Their Tanks, el manuscrito de Kerouac/Burroughs se publicó por primera vez el 1 de noviembre de 2008 por Grove Press. Anteriormente, un fragmento del manuscrito se había publicado en el compendio Burroughs, Word Virus.
Les Éditions du Boreal, una editorial con sede en Montreal, obtuvo los derechos para publicar una colección de obras titulada "La vie est d'hommage", previendo el lanzamiento en primavera de 2016. Anexa obras en francés no publicadas previamente, incluyendo una novela "Sur Le Chemin" y el comienzo de "La Nuit est ma femme". Los trabajos serán publicados en francés y traducidos al inglés por el profesor Jean-Christophe Cloutier de la Universidad de Pennsylvania.

## Trabajos

### Estilo
Kerouac es considerado el padre del movimiento Beat, aunque no disfrutaba con etiquetarse. El método de Kerouac fue fuertemente influenciado por el jazz, especialmente el subgénero Bebop establecido por Charlie Parker, Dizzy Gillespie, Thelonious Monk, entre otros. Más tarde, Kerouac incluiría ideas desarrolladas por sus estudios budistas influenciados por Gary Snyder. Su estilo es comúnmente clasificado como "prosa espontánea". Aunque la prosa de Kerouac fue espontánea y supuestamente sin ediciones, escribió, principalmente, novelas autobiográficas (o Roman à clef) basado en hechos reales de su vida y gente con la que interactuó.
Como señala el crítico Juan Arabia: "El escenario que rodea el surgimiento y desenlace de la obra de Kerouac –es en el 48 cuando finaliza su primera novela, La ciudad y el campo– se circunscribe en el auge del rock n’ roll, popularizado desde la década del 50 en Norteamérica. Es la misma fusión que centellea en el rock n’ roll, la que irrumpe en el salto mismo de Kerouac. En formas propiamente musicales, las comunidades negras y blancas intercambian, en efecto, contenidos precisos. En el rock n’ roll hay préstamos tomados del blues, del country western, del boggie y del jazz. En Los subterráneos, por ejemplo, el autor oscilaba entre la patria faulkeriana básica y la tierra abandonada por los huesos de los antiguos indios y los americanos primitivos: «Hunt explica la historia inmigrante de Kerouac, lo deja en suspenso entre dos categorías –no es negro ni americano blanco de clase media– y lo vuelve incapaz de resolver la disonancia entre las retóricas de la época sobre la clase social y la etnicidad (…) y su sentimiento de marginalidad, su sensación de que en última instancia era un extranjero y un intruso»".

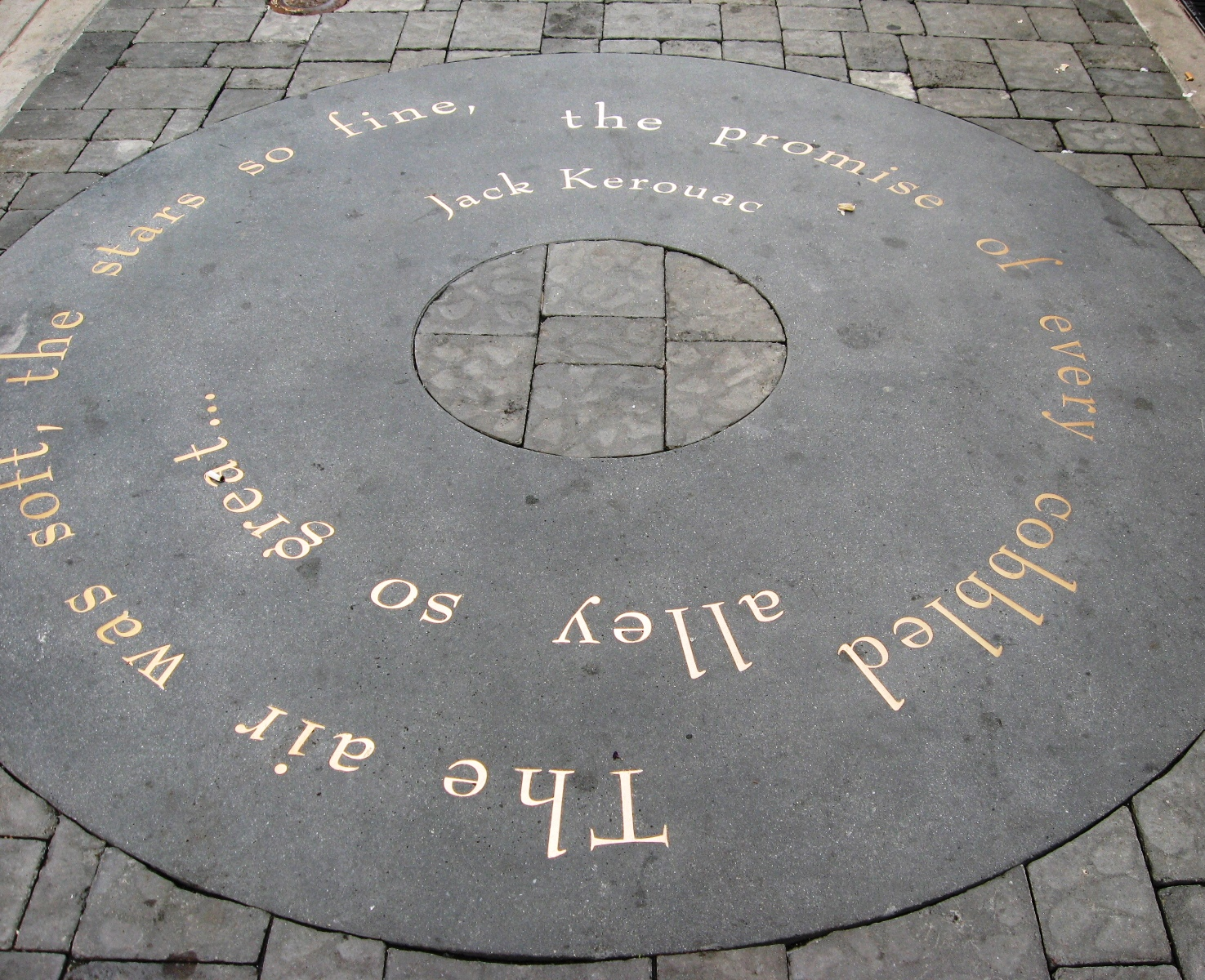
Fragmento de On the Road al centro del Jack Kerouac Alley.

Muchos de sus libros ejemplificaron el acercamiento espontáneo, algunos ejemplos son On the Road, Visions of Cody, Visions of Gerard, Big Sur y The Subterraneans. Las características centrales de su método de escritura eran las "ideas de aliento" (tomado del Jazz y de la meditación budista para respirar), improvisando palabras sobre las estructuras inherentes de la mente, el lenguaje y sin editar una sola palabra (gran parte de su trabajo fue editado por Donald Merriam Allen, una figura importante en la Generación del Beat, editó, también, algunos de los trabajos de Ginsberg). Junto a su "idea de aliento" eliminó los períodos, usando un sistema de tablero largo, que conectaba los puntos necesarios. Las frases entre guiones se parecen a los licks de improvisación en jazz. Al hablar las palabras poseen cierto ritmo, aunque ninguno de ellos es premeditado.
Kerouac fue un gran admirador de Snyder, siendo fuertemente influenciado por sus ideas. The Dharma Bums contiene relatos de un viaje de montañismo que realizaron juntos así como párrafos enteros de las cartas enviadas por Snyder a Kerouac. Mientras vivía con Snyder, fuera de Mill Valley, California en 1956, Kerouac trabajó en un libro acerca de él, que consideró llamar Visions of Gary (Convirtiéndose, a la larga en The Dharma Bums). Ese verano, Kerouac tomó un trabajo como observador del fuego en Desolation Peak en North Cascades en Washington, después de escuchar las historias de Snyder y Whalen acerca de sus períodos de observación. Kerouac describió la experiencia en su novela Desolation Angels.
Kerouac hablaría acerca de su método durante horas, comúnmente borracho, a amigos y extraños. Allen Ginsberg, poco impresionado al principio, resultaría, más tarde, uno de sus grandes defensores, y de hecho, influenciado por el método de prosa espontánea reflejado en su obra "Howl". Alrededor de esta época Kerouac escribió "Los Subterráneos" siendo constantemente abordado por Ginsberg y otros para una explicación formal de su estilo. La explicación más concisa de su método "prosa espontánea" fue Belief and Technique for Modern Prose, una lists de 30 "esenciales".
Algunos aseguraban que la técnica de Kerouac no producía prosa viva o energética. Truman Capote proclamó una famosa frase sobre la obra de Kerouac: "That's not writing, it's typing" ("Eso no es escribir, es mecanografiar", escribir sin sentido). Según Carolyn Cassady, y otras personas que lo conocieron, solía reescribir y reescribir.
Aunque la obra de Kerouac se ha publicado en inglés, investigaciones recientes han sugerido que, aparte de la correspondencia y cartas a amigos y familiares, escribió, también, novelas de ficción no publicadas en francés. Un manuscrito titulado "Sur le Chemin" (En el camino) fue descubierto en 2008 por el periodista Gabriel Anctil. La novela, terminada en cinco días en México en diciembre de 1952, es un ejemplo de los intentos de Kerouac en la escritura en Joual, un dialecto típico de la clase obrera canadiense francés de la época. Se puede resumir como una forma de expresión que utilizaban patois antiguos y modernos en francés mezclando palabras inglesas modernas. Ambientada en 1935, principalmente en la costa este de América, el manuscrito de 50 páginas explora algunos de los temas recurrentes de la literatura de Kerouac por medio de una narrativa muy parecida, si no idéntica, a la palabra hablada. Cuenta la historia de un grupo de hombres que están deciden reunirse en Nueva York, entre ellos un niño de 13 años de edad, "Ti-Jean". Ti-Jean y su padre Leo (nombre real del padre de Kerouac) dejan Boston en coche, viajando para ayudar a amigos en busca de un lugar para quedarse en la ciudad. La historia en realidad sigue a dos coches y sus pasajeros, uno conduciendo a Denver y el otro de Boston, hasta que, finalmente, se reúnen en un sórdido bar en el barrio chino de Nueva York. En ella, el francés de Kerouac se escribe con poco respeto por la gramática o la ortografía, confiando a menudo en la fonética con el fin de emitir una reproducción auténtica de su lengua vernácula franco-canadiense. La novela comienza: Dans l'mois d'Octobre 1935, y'arriva une machine du West, de Denver, sur le chemin pour New York. Dans la machine était Dean Pomeray, un soûlon; Dean Pomeray Jr., son ti fils de 9 ans et Rolfe Glendiver, son step son, 24. C'était un vieille Model T Ford, toutes les trois avaient leux yeux attachez sur le chemin dans la nuit à travers la windshield. A pesar de que este trabajo posee mismo título que una de sus mejores novelas inglesas, es más bien la versión original en francés de un texto corto que más tarde se convertiría Old bull in the Bowery (también publicada una vez traducida a prosa en inglés por el propio Kerouac). "Sur le Chemin" fue su segundo manuscrito francés conocido, el primero "La nuit est ma Femme" escrito a principios de 1951 y terminado un par de días antes de que comenzara la versión original en inglés de On The Road, según lo revelado por el periodista Gabriel Anctil en el diario de Montreal Le Devoir.

## Influencias
Los primeros escritos de Kerouac, sobre todo su primera novela "The Town and the City" eran más convencionales, con una fuerte influencia de Thomas Wolfe. La técnica que más tarde lo haría famoso fue fuertemente influenciada por el jazz, especialmente Bebop, y por el budismo, así como la famosa "Joan Anderson letter" escrita por Neal Cassady. "The Diamond Sutra" fue el texto budista más importante para Kerouac, y "probablemente una de las tres o cuatro cosas más influyentes que jamás leyó". En 1955, comenzó un estudio intensivo de este sutra, en un ciclo semanal, dedicando un día para cada uno de los seis Paramitas y el séptimo al pasaje final en Samadhi. Esta fue su única lectura en Desolation Peak, esperando poder condicionar su mente al vacío y, posiblemente, tener una visión.
Sin embargo, y a menudo ignorado, su mayor influencia literaria podría ser James Joyce obra a la que alude mucho más que a la de cualquier otro autor. Kerouac tenía un alta estima por Joyce, claramente observada en su técnica. En cuanto a On the Road, escribió en una carta a Ginsberg: "Les puedo decir ahora, miro hacia atrás en la inundación del lenguaje. Es como Ulises y debe ser tratado con la misma gravedad." De hecho, "Old Angles Midnight" ha sido llamado "lo más parecido a Finnegans Wake en la literatura americana."
Aunque Jack Kerouac nunca se entusiasmó con el rock, cuya masificación coincidió con el estallido de su propia fama, sus obras tuvieron un gran impacto en la cultura del rock. Muchos artistas, incluyendo a The Beatles, Bob Dylan, Patti Smith, The Doors y tantos otros, dan crédito a Kerouac como una influencia significativa en su arte y estilos de vida. Esto es especialmente cierto con los miembros de The Doors, Jim Morrison y Ray Manzarek, que citan a Jack y su novela On The Road como una de las más grandes influencias para la banda. En su libro "Light My Fire: My life with The Doors", Ray Manzarek (tecladista de la banda) escribió "supongo que si Jack Kerouac no hubiera escrito On the Road, The Doors nunca habría existido."
En 1974 se abrió la Jack Kerouac School en su honor por Allen Ginsberg y Anne Waldman en Naropa University, una universidad budista en Boulder, Colorado. La escuela ofrece una licenciatura en Escritura y Literatura, Escritura y Poética y Escritura Creativa, así como un programa de escritura de verano.
De 1978 a 1992, Alegría Walsh publicó 28 números de una revista dedicada a Kerouac, Moody Street Irregulares.
Los orígenes canadienses franceses de Kerouac inspiraron, en 1987, Jack Kerouac's Road: A Franco-American Odyssey, un documental de National Film Board of Canada, dirigido por el poeta Acadian Herménégilde Chiasson.
En 1987 una canción escrita por Marc Chabot, incluida en un álbum basntante popular lanzado en Quebec por Richard Séguin, titulada "L'ange vagabond", explora algunos aspectos de la vida de Kerouac. Chabot asocia la movilidad incesante de Kerouac a una búsqueda de identidad y respeto de los demás, entre otros temas.
En 1997, la casa en Clouser, donde escribió The Dharma Bums, fue comprada por un grupo sin ánimo de lucro, "The Jack Kerouac Writers in Residence Project of Orlando, Inc." Este grupo ofrece la oportunidad, a aspirantes a escritores, de vivir en la misma casa en la que Kerouac se inspiró, con alojamiento y comida cubierta durante tres meses.
En 2007, Kerouac fue honrado con un título honorario póstumo de la Universidad de Massachusetts Lowell.
En 2010, durante el primer fin de semana de octubre, se celebró el 25 aniversario del festival literario "Lowell celebra Kerouac" en lugar de nacimiento de Kerouac de Lowell, Massachusetts. Ofreció excursiones a pie, seminarios literarios, y actuaciones musicales centrados en la obra de Kerouac y la de la Generación Beat.
En la década de 2010 ha habido un aumento en películas basadas en la Generación Beat. Kerouac se ha representado en los films "Howl" and "Kill Your Darlings". Una versión cinematográfica de la novela seminal de Kerouac On The Road fue lanzada internacionalmente en 2012, dirigida por Walter Salles, producida por Francis Ford Coppola. El cineasta independiente Michael Polish dirigió "Big Sur", basada en la novela, con Jean-Marc Barr como Kerouac. El rodaje se llevó a cabo en y alrededor de Big Sur. La película fue estrenada en 2013.
En 2012 fue lanzado, "¿Qué pasó con Kerouac?" un DVD remasterizado del aclamado documental de 1986, que incluye un disco de largometraje con material de las entrevistas originales. Los extras, llamados "The Beat Goes On", incluirá material raro y no visto de Abbie Hoffman, Timothy Leary, Paul Krassner, Allen Ginsberg, William S. Burroughs, Gregory Corso, Gary Snyder, Steve Allen, Ann Charters, Michael McClure, Robert Creeley, Herbert Huncke, Carolyn Cassady, Paul Gleason, John Holmes Clellon, Edie Parker Kerouac, Jan Kerouac, William F. Buckley, Jr. y el padre de Spike Morissette. En junio de 2013 "American Road", que cuenta con una sección importante sobre Kerouac, ganó el premio al Mejor Documental en el Festival AMFM en Palm Springs.

## Poesía
A pesar de ser más conocido por sus novelas, Kerouac también escribió poesía. Quería ser considerado "un poeta que sopla azul, una tarde de domingo, en una sesión de jazz." Muchos de los poemas de Kerouac siguen su estilo espontáneo, prosa desinhibida que incorpora elementos de jazz y budismo. "Mexico City Blues", una colección de poemas publicados en 1959, se compone de 242 coros con los ritmos antes mencionados. En gran parte de su poesía, para lograr un ritmo jazz, Kerouac hizo uso del guion largo en lugar del período. Varios ejemplos de esto se puede ver en "Mexico City Blues":
Everything

Is Ignorant of its own emptiness—

Anger

Doesnt like to be reminded of fits—

(fragment from 113th Chorus)
Todo
Es ignorante de su vacío—
Enojo
No le gusta que le recuerden los ataques—
(Fragmento del coro 113)
Otros poemas conocidos de Kerouac, como "Bowery Blues", incorporan ritmos de jazz con temas budistas del Samsara, el ciclo de la vida y la muerte, y Samadhi, la concentración de la composición de la mente. Además, siguiendo el jazz/blues, la poesía de Kerouac hace uso de la repetición y temas como la sensación de pérdida en la vida. Cultivó también el haiku, del cual se convirtió en un importante exponente en occidente. 

## Discografía
Álbumes de estudio
- Poetry for the Beat Generation (con Steve Allen) (1959)
- Blues and Haikus (con Al Cohn y Zoot Sims) (1959)
- Readings by Jack Kerouac on the Beat Generation (1960)

Recopilatorios
- The Jack Kerouac Collection (1990) [Box] (Colección de audio en CD, tres álbumes de estudio)
- Jack Kerouac Reads On the Road (1999)

## Pies de página
1. ↑  He refers to it in a letter addressed to Neil Cassady (who is commonly known as his inspiration for the character of Dean Moriarty) written on January 10, 1953

### Léase
- Amburm, Ellis. Subterranean Kerouac: The Hidden Life of Jack Kerouac. St. Martin's Press, 1999. ISBN 0-312-20677-1
- Amram, David. Offbeat: Collaborating with Kerouac. Thunder's Mouth Press, 2002.ISBN 1-56025-362-2
- Bartlett, Lee (ed.) The Beats: Essays in Criticism. London: McFarland, 1981.
- Beaulieu, Victor-Lévy. Jack Kerouac: A Chicken Essay. Coach House Press, 1975.
- Brooks, Ken. The Jack Kerouac Digest. Agenda, 2001.
- Cassady, Carolyn. Neal Cassady Collected Letters, 1944–1967. Penguin, 2004. ISBN 0-14-200217-8
- Cassady, Carolyn. Off the Road: Twenty Years with Cassady, Kerouac and Ginsberg. Black Spring Press, 1990.
- Challis, Chris. Quest for Kerouac. Faber & Faber, 1984.
- Charters, Ann. Kerouac. San Francisco: Straight Arrow Books, 1973.
- Charters, Ann (ed.) The Portable Beat Reader. New York: Penguin, 1992.
- Charters, Ann (ed.) The Portable Jack Kerouac. New York: Penguin, 1995.
- Christy, Jim. The Long Slow Death of Jack Kerouac. ECW Press, 1998.
- Chiasson, Herménégilde (1987). «Jack Kerouac's Road - A Franco-American Odyssey». Online documentary. National Film Board of Canada. Consultado el 25 de octubre de 2011.
- Clark, Tom. Jack Kerouac. Harcourt, Brace, Jovanovich, 1984.
- Coolidge, Clark. Now It's Jazz: Writings on Kerouac & the Sounds. Living Batch, 1999.
- Collins, Ronald & Skover, David. Mania: The Story of the Outraged & Outrageous Lives that Launched a Cultural Revolution (Top-Five Books, marzo de 2013)
- Cook, Bruce. The Beat Generation. Charles Scribner's Sons, 1971. ISBN 0-684-12371-1
- Dagier, Patricia (1999). Jack Kerouac: Au Bout de la Route ... La Bretagne. An Here.
- Dale, Rick. The Beat Handbook: 100 Days of Kerouactions. Booksurge, 2008.
- Edington, Stephen. Kerouac's Nashua Roots. Transition, 1999.
- Ellis, R.J., Liar! Liar! Jack Kerouac - Novelist. Greenwich Exchange, 1999.
- French, Warren. Jack Kerouac. Boston: Twayne Publishers, 1986.
- Gaffié, Luc. Jack Kerouac: The New Picaroon. Postillion Press, 1975.
- Giamo, Ben. Kerouac, The Word and The Way. Southern Illinois University Press, 2000.
- Gifford, Barry. "Kerouac's Town". Creative Arts, 1977.
- Gifford, Barry; Lee, Lawrence. "Jack's Book: An Oral Biography of Jack Kerouac". St. Martin's Press, 1978. ISBN 0-14-005269-0
- Grace, Nancy M. Jack Kerouac and the Literary Imagination. Palgrave-macmillan, 2007.
- Goldstein, N.W., "Kerouac's On the Road." Explicator 50.1. 1991.
- Haynes, Sarah, "An Exploration of Jack Kerouac's Buddhism:Text and Life"
- Hemmer, Kurt. Encyclopedia of Beat Literature: The Essential Guide to the Lives and Works of the Beat Writers. Facts on File, Inc. 2007.
- Hipkiss, Robert A., Jack Kerouac: Prophet of the New Romanticism. Regents Press, 1976.
- Holmes, John Clellon. Visitor: Jack Kerouac in Old Saybrook. tuvoti, 1981.
- Holmes, John Clellon. Gone In October: Last Reflections on Jack Kerouac. Limberlost, 1985.
- Holton, Robert. On the Road: Kerouac's Ragged American Journey. Twayne, 1999.
- Hrebeniak, Michael. Action Writing: Jack Kerouac"s Wild Form. Carbondale IL., Southern Illinois UP, 2006.
- Huebel, Harry Russell. Jack Kerouac. Boise State University, 1979. available online
- Hunt, Tim. Kerouac's Crooked Road. Hamden: Archon Books, 1981.
- Jarvis, Charles. Visions of Kerouac. Ithaca Press, 1973.
- Johnson, Joyce: Minor Characters: A Young Woman's Coming-Of-Age in the Beat Orbit of Jack Kerouac. Penguin Books, 1999.
- Johnson, Joyce. Door Wide Open: A Beat Love Affair in Letters, 1957-1958. Viking, 2000.
- Johnson, Ronna C., "You're Putting Me On: Jack Kerouac and the Postmodern Emergence". College Literature. 27.1 2000.
- Jones, James T., A Map of Mexico City Blues: Jack Kerouac as Poet. Southern Illinois University Press, 1992.
- Jones, James T., Jack Kerouac's Duluoz Legend. Carbondale: Southern Illinois University Press, 1999.
- Jones, Jim. Use My Name: Kerouac's Forgotten Families. ECW Press, 1999.
- Jones, Jim. Jack Kerouac's Nine Lives. Elbow/Cityful Press, 2001.
- Kealing, Bob. Kerouac in Florida: Where the Road Ends. Arbiter Press, 2004.
- Kerouac, Joan Haverty. Nobody's Wife: The Smart Aleck and the King of the Beats. Creative Arts, 2000.
- Landefeld, Kurt. Jack's Memoirs: Off the Road, A Novel. Bottom Dog Press, 2014.
- Leland, John. Why Kerouac Matters: The Lessons of On the Road (They're Not What You Think). New York: Viking Press, 2007. ISBN 978-0-670-06325-3
- Maher Jr., Paul. Kerouac: The Definitive Biography. Lanham: Taylor Trade P, July 2004 ISBN 0-87833-305-3
- Maher, Paul, Jr. We Know Time: The Literary Cosmos of Jack Kerouac (unpublished work-in-progress)
- McNally, Dennis. Desolate Angel: Jack Kerouac, the Beat Generation, and America. Da Capo Press, 2003. ISBN 0-306-81222-3
- Montgomery, John. Jack Kerouac: A Memoir... Giligia Press, 1970.
- Montgomery, John. Kerouac West Coast. Fels & Firn Press, 1976.
- Montgomery, John. The Kerouac We Knew. Fels & Firn Press, 1982.
- Montgomery, John. Kerouac at the Wild Boar. Fels & Firn Press, 1986.
- Mortenson, Erik R., "Beating Time: Configurations of Temporality in Jack Kerouac's On the Road". College Literature 28.3. 2001.
- Motier, Donald. Gerard: The Influence of Jack Kerouac's Brother on his Life and Writing. Beaulieu Street Press, 1991.
- Nelson, Victoria. "Dark Journey into Light: On the Road with Jack Kerouac". Saint Austin Review (nov/dic 2014).
- Parker, Brad. "Jack Kerouac: An Introduction". Lowell Corporation for the Humanities, 1989.
- Swick, Thomas. South Florida Sun Sentinel. 22 de febrero de 2004. Art. "Jack Kerouac in Orlando".
- Theado, Matt. Understanding Jack Kerouac. Columbia: University of South Carolina, 2000.
- Turner, Steve. Angelheaded Hipster: A Life of Jack Kerouac. Viking Books, 1996. ISBN 0-670-87038-2
- Walsh, Joy, editor. Moody Street Irregulars: A Jack Kerouac Newsletter
- Weinreich, Regina. The Spontaneous Poetics of Jack Kerouac. Southern Illinois University Press, 1987.
- Wills, David, editor. Beatdom Magazine. Mauling Press, 2007.